# Girgentana
La girgentana est une race caprine originaire de Sicile en Italie, précisément des environs d'Agrigente (son nom dérive de Girgenti aujourd'hui « Agrigento »). Il y avait 30 000 têtes autrefois, c'est une race menacée d'extinction aujourd'hui,.

## Histoire
L'histoire de la girgentana est obscure. Elle descendrait de races trouvées en Afghanistan septentrional et Baloutchistan. Leopold Adametz en fait une descendante de Capra falconeri, croisée avec des chèvres domestiques par les Grecs qui sont ensuite venus coloniser la Sicile au VIIIe siècle av. J.-C. La girgentana fait partie des huit races autochtones inscrites au livre généalogique de l'Associazione nazionale della pastorizia, mais le seul animal autochtone du territoire sicilien. Répandue dans tout l'arrière-pays et la côte d'Agrigente encore dans les années 1950, il n'y avait que près de 400 têtes en 2013.

## Description
La girgentana présente une paire de cornes caractéristiques en forme de spirale dressée, présentes dans les deux sexes. Son pelage plutôt long est blanc et gris-brun sur la tête et la gorge. Elle possède une barbe. C'est une productrice d'un lait de haute qualité, renommé pour le parfait équilibre entre graisse et protéine, et toujours destiné à la consommation directe. Le bouc peut atteindre les 65 kg et la femelle les 45 kg.
Dans le cadre d'un programme de préservation de la race, quelques spécimens de girgentana peuvent être observés dans un enclos situé dans l'enceinte de la Vallée des Temples à Agrigente.

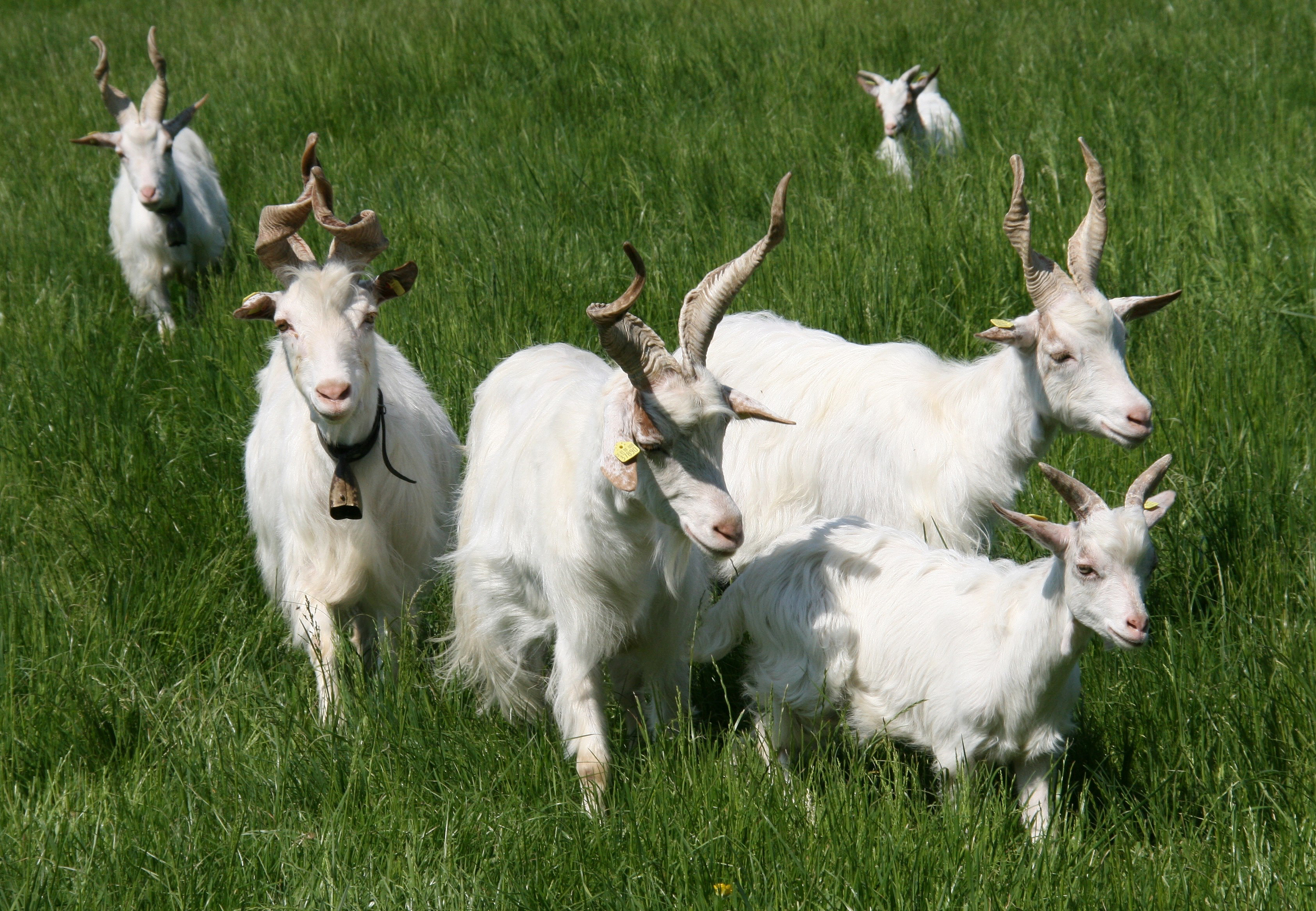
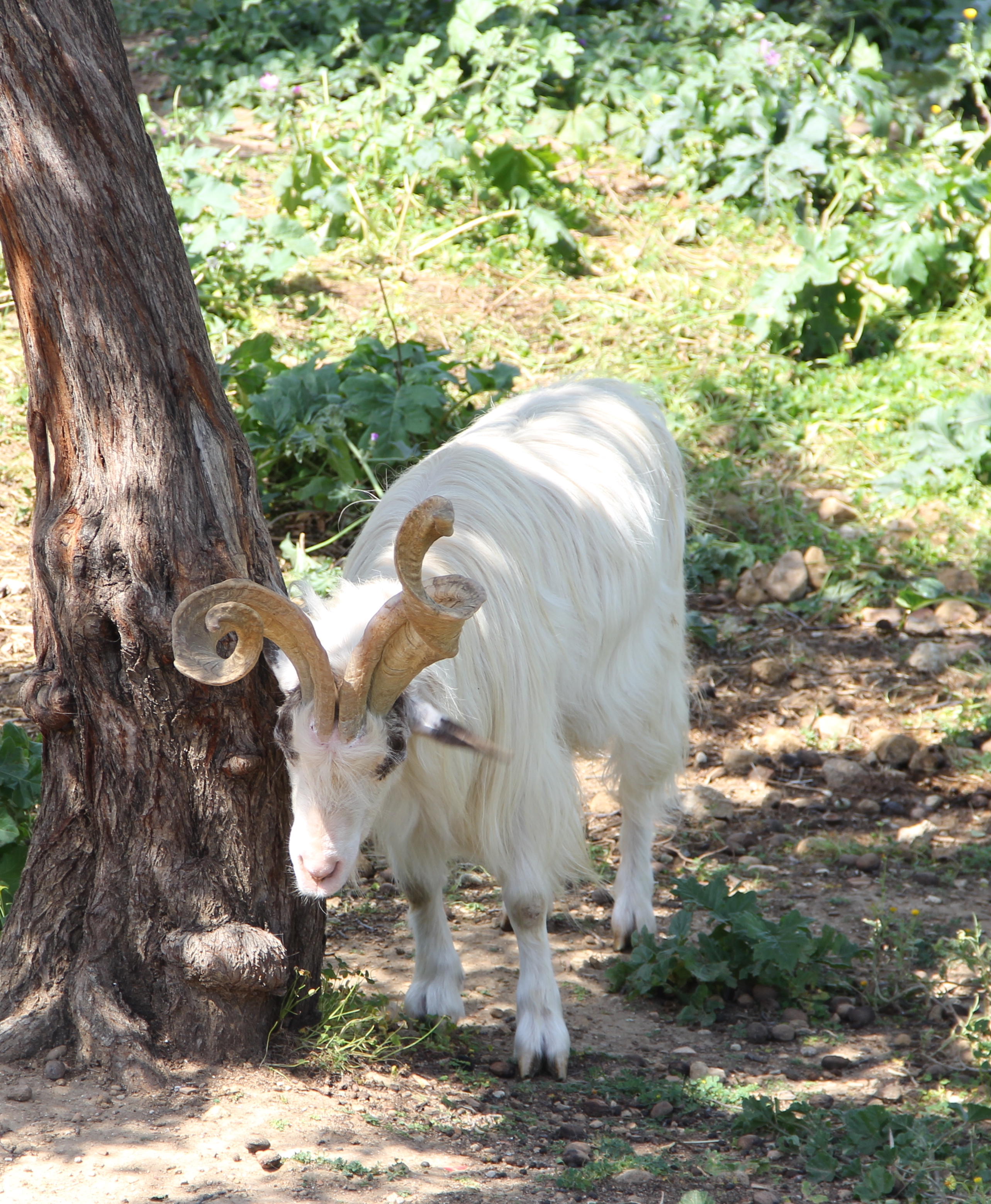
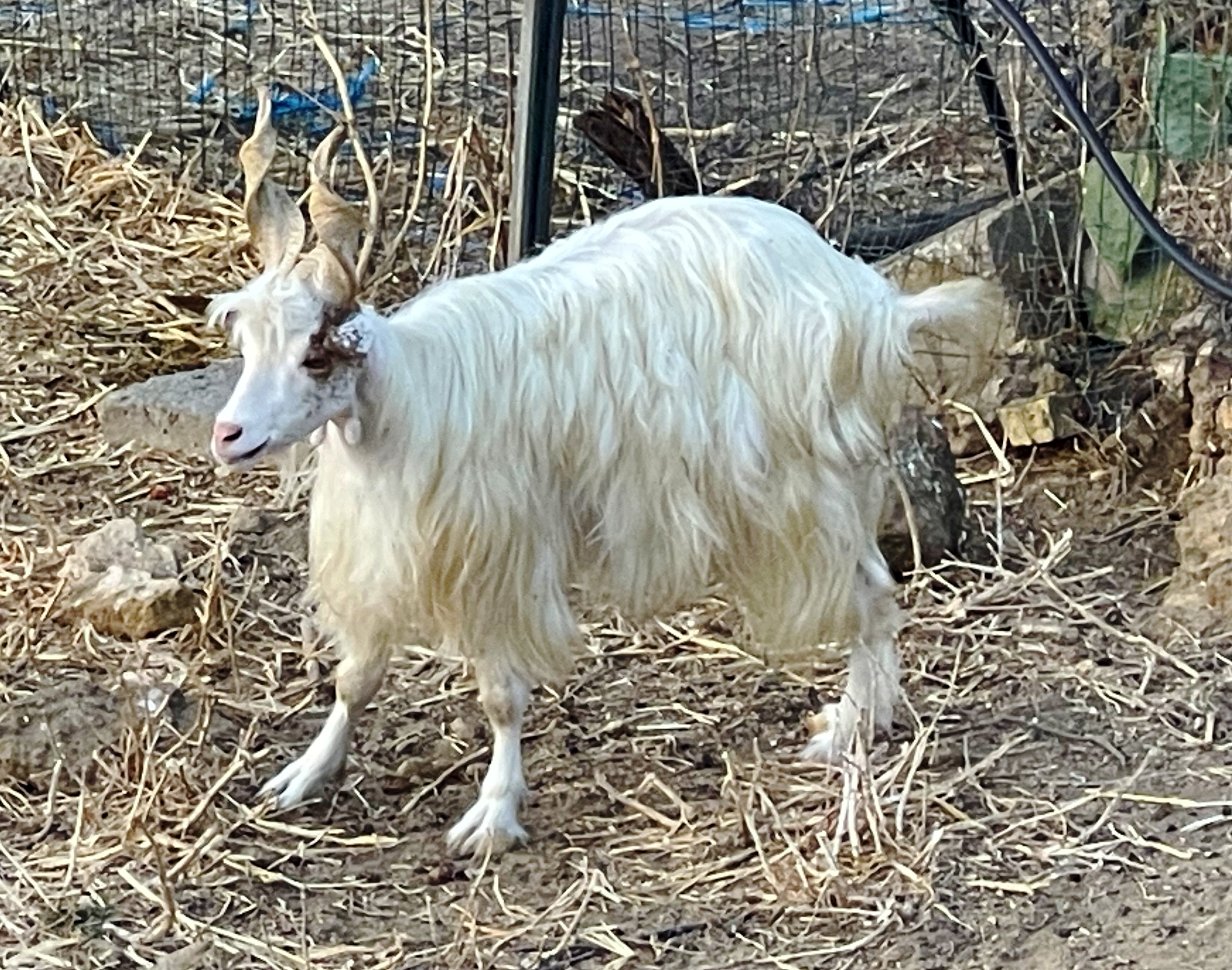